# Phoratopus remex
Phoratopus remex là một loài chân đều trong họ Phoratopodidae. Loài này được Hale miêu tả khoa học năm 1925.